# La Nascita del Verbo
La Nascita del Verbo is een compositie van de Italiaan Giacinto Scelsi. De compositie is geschreven voor gemengd koor en groot orkest.
Het werk is gecomponeerd gedurende zijn eerste componeerfase. Hij probeerde toen nieuwe muziekstijlen uit binnen de klassieke muziek van de 20e eeuw, maar greep ook nog terug op de oude muziek. De nieuwe muziekstijlen zitten bijvoorbeeld in het gebruik van veel verschillende percussie-instrumenten, chromatiek en de combinatie van Oosterse muziek en de klassieke muziek van het Westen. Hij had een doel voor ogen, een groot samenvloeien van diverse soorten kunst tot een allesomvattend geheel; een beetje in de traditie van Aleksandr Skrjabin.
De compositie bestaat uit vier titelloze delen. Deel (1) is een prelude op wat komen gaat; geheel instrumentaal. Deel (2) geeft de introductie van de menselijke stem; men zingt echter geen teksten, maar letters. Deel (3) geeft de samenvloeiing weer van de letters tot de woorden Deus, Amor en Lux. Deel (3) is het meest klassiek klinkende deel; het is een fuga binnen zowel orkest als koor. Het mondt uit in een 47(!)-stemmige canon in twaalf verschillende toonsoorten. Deel (4) brengt alles dichter bij elkaar. Zo bestaat de melodie van de gezongen tekst uit nog slechts drie tonen, die keer op keer terugkomen; een herhaling van het thema uit deel (3), maar dan teruggebracht tot de essentie.
De compositie was een tour de force voor de componist; hij kreeg vlak na de voltooiing een psychische terugval. Hij componeerde een aantal jaren niet en verdiepte zich in andere kunstvormen. Hij kwam terug met een geheel nieuwe stijl; één die vrijwel uniek bleef. Hij ging componeren waarbij steeds één toon / noot centraal stond. Eerst alleen voor piano, maar gezien de beperkingen van dat instrument (microtonaliteit is niet mogelijk op de piano) stapte hij weer over naar grotere ensembles, maar de eentoontechniek zou zijn verdere oeuvre overheersen.

## Discografie
- Mode Records: Weens Radiosymfonieorkest o.l.v. Johannes Kalitze met het Weens Kamerkoor